# Consulat général des États-Unis à Strasbourg
Le consulat général des États-Unis à Strasbourg est une représentation consulaire des États-Unis en France. Il est situé avenue d'Alsace, à Strasbourg, en Alsace.
En 2016 le 150e anniversaire de sa présence a été célébré. Il est le premier Consulat des États-Unis installé à Strasbourg.
En mars 2025, il est signalé dans les médias que l'administration de Donald Trump veut fermer certains des consulats des États-Unis dans l'Europe, notamment celui de Strasbourg dans le cadre des coupes budgétaires.